# Oleksiivka, Iuriivka
Oleksiivka (în ucraineană Олексіївка) este localitatea de reședință a comunei Oleksiivka din raionul Iuriivka, regiunea Dnipropetrovsk, Ucraina.

## Demografie
Componența lingvistică a localității Oleksiivka
     Ucraineană (93,81%)
     Rusă (6,19%)
Conform recensământului din 2001, majoritatea populației localității Oleksiivka era vorbitoare de ucraineană (93,81%), existând în minoritate și vorbitori de rusă (6,19%).